# Friede von Karlowitz

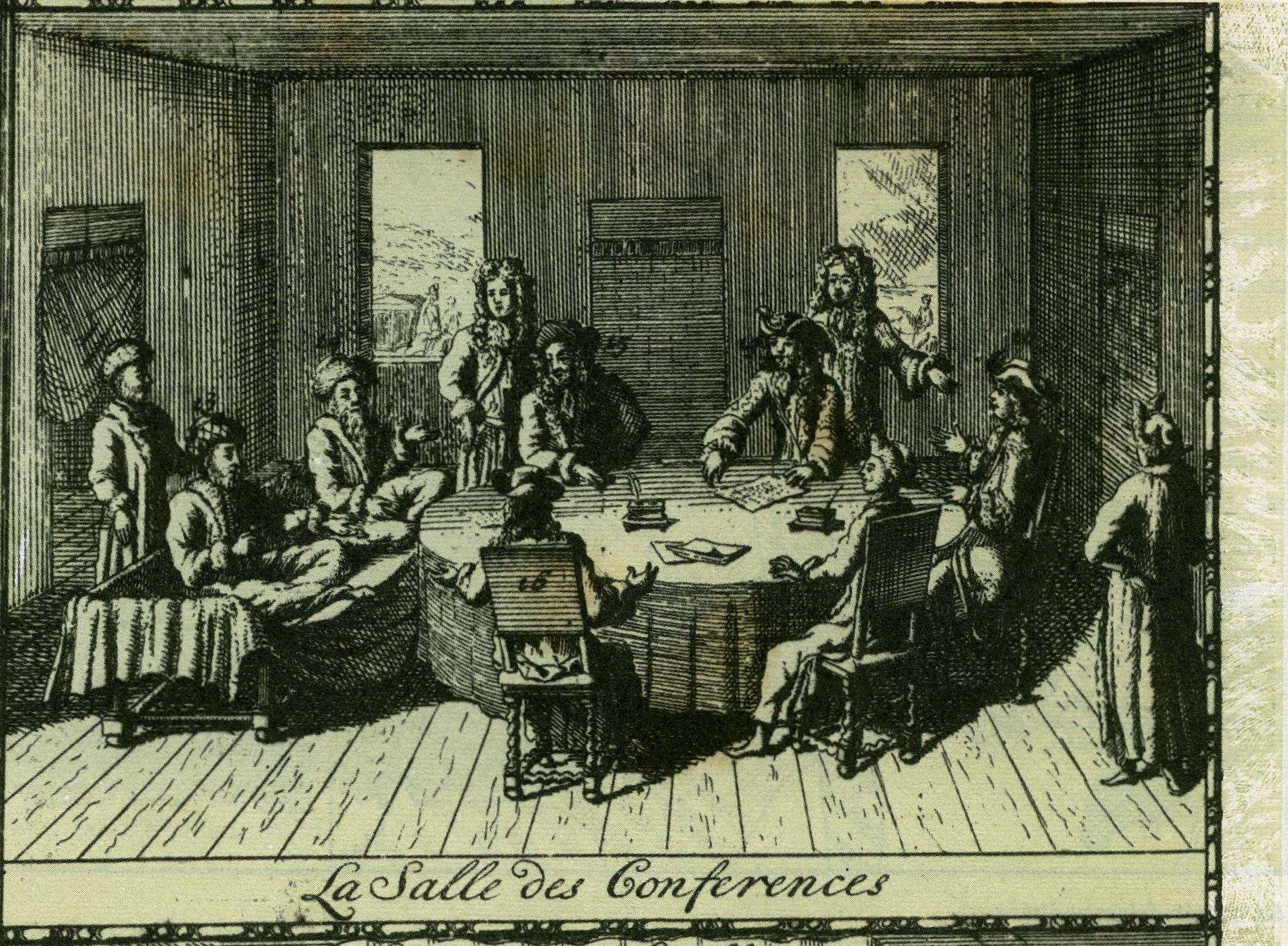
Zeitgenössische Darstellung der Friedensverhandlungen in Karlowitz

Der Friede von Karlowitz wurde am 26. Januar 1699 geschlossen. Mit ihm endete der Große Türkenkrieg zwischen dem Osmanischen Reich und der Sacra Liga, dem Heiligen Römischen Reich, Polen, der Republik Venedig sowie Russland.

## Vorgeschichte
Der Große Türkenkrieg begann mit der zweiten Türkenbelagerung Wiens 1683. Nach dem Sieg über das Osmanenheer des Großwesirs Kara Mustafa durch den polnischen König Johann III. Sobieski am 12. September 1683 in der Schlacht am Kahlenberg beteiligten sich auch Venedig (ab 1684) und Russland (ab 1686) am Kampf gegen die Osmanen. Das Kriegsziel war, die Expansion der Osmanen, die seit etwa drei Jahrhunderten vom Südosten her immer weiter in europäische Kerngebiete vorgedrungen waren, nachhaltig zu stoppen und sie möglichst weit in Richtung auf ihr eigenes Kernland zurückzudrängen. Hauptkriegsschauplatz war Ungarn, das die Osmanen schließlich verloren. Nach dem Sieg des Prinzen Eugen von Savoyen am 11. September 1697 in der Schlacht bei Zenta über Sultan Mustafa II. war der osmanische Wille zur erneuten West-Expansion gebrochen. Es zeigten sich nun alle Seiten friedensbereit.

## Friedensschluss

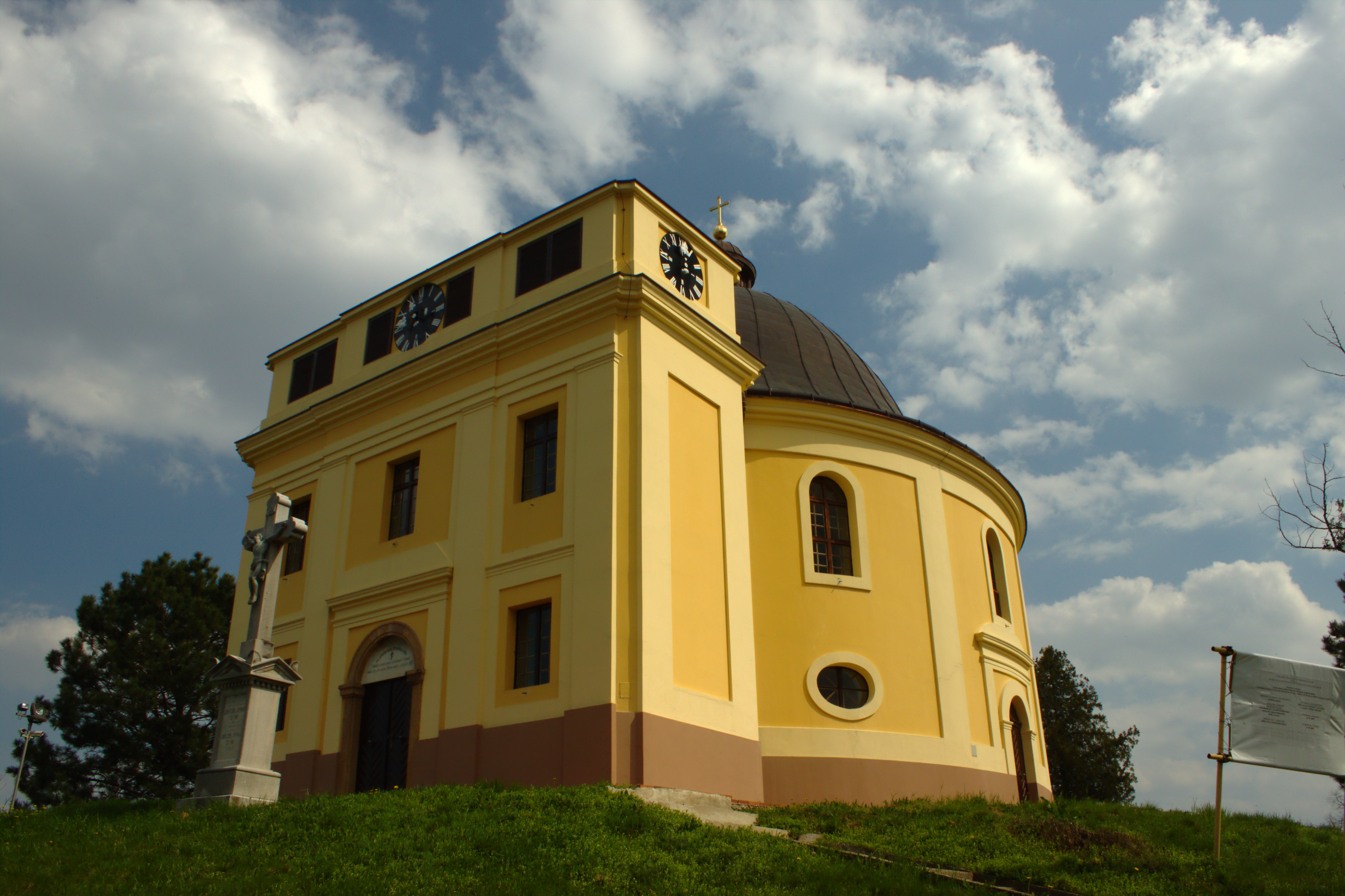
Kapelle

Zum ersten Mal wurde die Kongressdiplomatie, die nach dem Dreißigjährigen Krieg (1648) aufkam, gegenüber einem islamischen Staat angewendet. Die traditionelle islamische Unterscheidung zwischen dār al-Islām und dar al-harb wurde dadurch zurückgedrängt.
Als Verhandlungsort wurde Karlowitz (das heutige Sremski Karlovci in der Vojvodina) gewählt, da es zwischen dem habsburgischen Peterwardein und dem osmanischen Belgrad auf neutralem Terrain lag. Die Verhandlungen gingen von Oktober 1698 bis Januar 1699. Das Osmanische Reich wurde durch den Reis Efendi („Außenminister“) Rami Mehmed und den Dragoman (Pfortendolmetscher) Alexander Maurokordatos, das Habsburgerreich durch den Grafen Oettingen vertreten. Für Venedig verhandelte Carlo Ruzzi, für Polen Stanislaus Małachowski und für Russland Prokofi Wosnizyn. Die Vertreter Englands (Lord Paget) und Hollands (Colyer) an der Pforte nahmen als Vermittler teil.
Es gibt weder eine Sammlung von Dokumenten über den Friedenskongress und seine diplomatische Vorgeschichte, noch eine befriedigende Ausgabe der Vertragstexte in lateinischer, türkischer oder italienischer Sprache.
Der Friede wurde nach dem Grundsatz uti possidetis (ʿalā ḥālihi) geschlossen, d. h. jede Seite behielt jene Territorien, die sie bei Kriegsende besessen hatte. Das Osmanische Reich trat das Königreich Ungarn mit Siebenbürgen (aber ohne das Banat von Temesvar) sowie den Großteil Slawoniens an die Habsburgermonarchie ab. Venedig erhielt die Halbinsel Morea, Knin, Sinj, Vrgorac und Gabela, während Polen das seit 1672 durch die Hohe Pforte okkupierte Podolien mit Kamieniec Podolski und weitere Teile Kleinrusslands erhielt.
Am Ort des Vertragsschlusses wurde eine Kapelle errichtet. Sie erinnert an die Form des Zeltes, in dem die Verhandlungen stattfanden.

## Folgen und Bedeutung
Der Friedensschluss markiert einen Wendepunkt in der europäischen Geschichte: Nie zuvor hatte ein Sultan von Konstantinopel vor einer nichtmuslimischen Macht die Waffen gestreckt. Der Friede zu Karlowitz legte den Grundstein für die neue Großmacht in Gestalt der Habsburgermonarchie und leitete den Beginn der Epoche des militärischen Niedergangs des Osmanischen Reiches ein.
Russland schloss auf zwei Jahre einen Waffenstillstand, der aber direkt in den Frieden von Konstantinopel (1700) mündete, in dem der russische Besitz von Asow bestätigt wurde.
Die kartographische Erfassung der ausgehandelten Grenzfestlegungen oblag Johann Christoph von Naumann, der zur kaiserlichen Gesandtschaft gehörte. Naumann war anschließend einige Jahre als kaiserlicher Grenzingenieur mit dem Auftrag tätig, die von den Türken befestigten Plätze entlang des Flusses Maros zu schleifen und auf österreichischer Seite neue Festungswerke anzulegen.

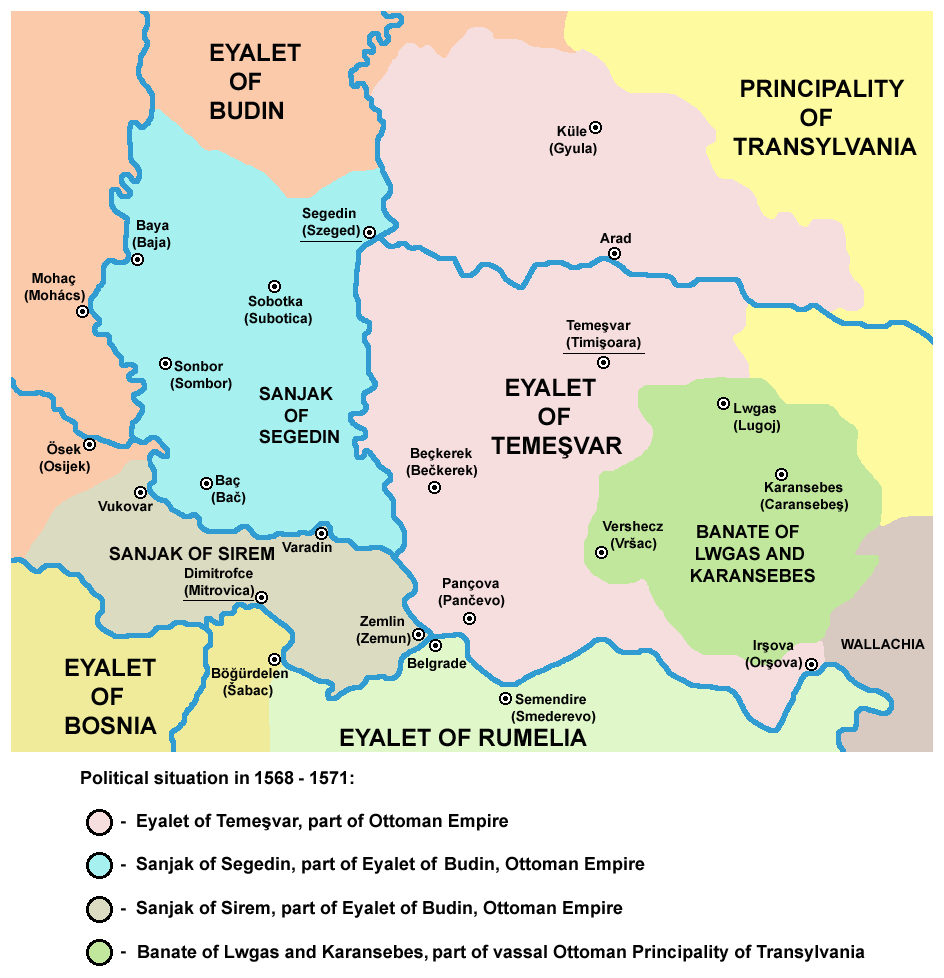
Nördlicher Balkan in den späten 1560ern
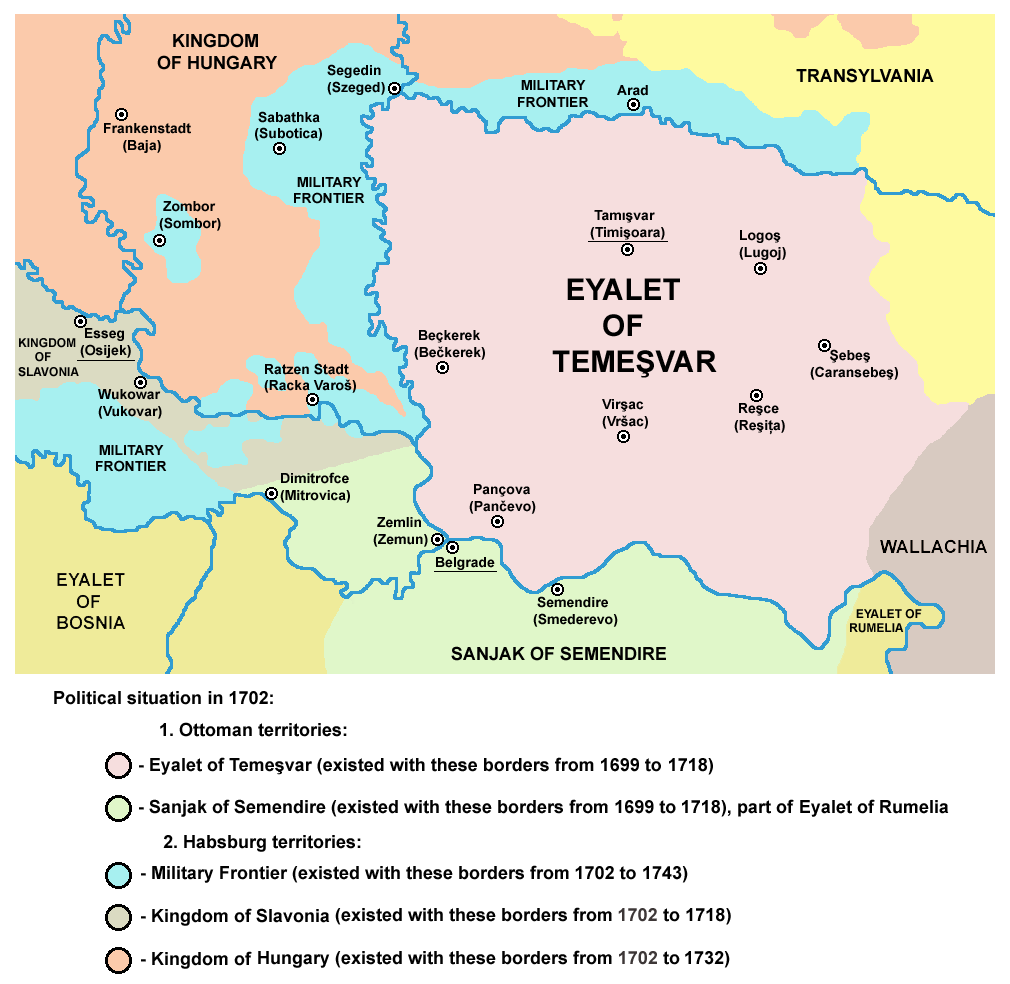
Nördlicher Balkan 1699 nach dem Friede von Karlowitz